# Элксниньш, Андрей
Андрей Э́лксниньш (латыш. Andrejs Elksniņš, р. 13 декабря 1982, Рига) — латвийский политик, депутат Сейма, мэр города Даугавпилса с 26 июня по 2 сентября 2017 года и с 17 января 2019 года до 11 июня 2020 года. Председатель городской думы Даугавпилса (мэр) с 1 июля 2021 года. Переизбран 1 июля 2025.

## Биография
Родился в Риге, по национальности — латыш. В трёхлетнем возрасте вместе с семьёй переехал в родной город отца — Даугавпилс. Окончил 1-ю гимназию Даугавпилса, затем Государственную полицейскую академию. Работал следователем, позднее юристом.
В 2011 году вступил в партию «Согласие». В 2014 году избран депутатом Сейма Латвийской Республики.
На муниципальных выборах 2017 года возглавил список «Согласия». 3 июня избран депутатом городской думы.
26 июня 2017 года избран мэром Даугавпилса, сменив на этом посту Яниса Лачплесиса.
26 июля 2017 года на съезде Ассоциации крупных городов в Даугавпилсе избран её президентом.
2 сентября 2017 года на внеочередном заседании Даугавпилсской городской думы освобождён от занимаемой должности. Его преемником на посту мэра стал Рихард Эйгимс.
17 января 2019 года повторно избран на пост председателя городской думы Даугавпилса, получив 8 голосов из 15.
13—15 октября 2021 года принял участие в Российской энергетической неделе в Москве.

### Выборы 2021 года
17 марта 2021 года подан список кандидатов в городскую думу от партии «Согласие», в котором под номером 1 был А. Элксниньш.
Партия «Согласие» победила на выборах 5 июня 2021 года, получив 7 мест в городской думе. 1 июля 2021 года на заседании городской думы А. Элксниньш вновь избран председателем городской думы Даугавпилса.

## Выборы 2025
7 июня 2025 партийный список Элкснинша получил 14 мест из 15. 1 июля 2025 переизбран главой города.

## Представительство
13 июня 2024 года в заседании мэрии/магистрата назначен представителем от города в Совете развития Латгальского региона, сменит Я. Лачплесиса, что был там с 2021 года

## Партийность
26 октября 2019 года на съезде партии «Согласие» в Риге избран заместителем председателя партии.
26 января 2023 года объявил о выходе из СДП «Согласие», будет формировать региональную партию в городе и Латгалии, с перспективой охвата всей страны. Позднее объяснил причины выхода из партии. Достаточно сил для создания региональной партии.
В сентябре 2024 года озвучена идея создания региональной партии по Латгалии, борьба за Резекне, в преддверии муниципальных выборов 7 июня 2025 года.
23 ноября 2024 в ДУ на съезде партии «Сарауй, Латгалия» избран её руководителем. 2 января 2025 партия зарегистрирована регистром предприятий.

## Декларация о доходах
Доходы за 2016: 37585,49€
Доходы за 2017: 27 132,39 €, из них з/п в Думе — 8221,05 €.
Доходы за 2019: 31 918 евро, в том числе 24 555 евро зарплата в Думе.
Доход за 2020 год — 17941,93 евро.
Доход за 2021 год — 15 587,6 евро.
Доход за 2022 год — 26 893,10 евро.
Проверены декларации за 2021 и 2022 год СГД, по ранее высказаным подозрениям журналистов, нарушений нет.

## Критика
В 2015 году депутат Сейма от Согласия критиковался за езду/аренду на дорогом автомобиле ок. 80 тысяч евро, зарегистрирована на фирму отца.

## Личная жизнь
До 2015 года состоял в отношениях с Анастасией Удаловой. Сейчас женат на Екатерине Володарской.